# Porto de São Mateus (Madalena)

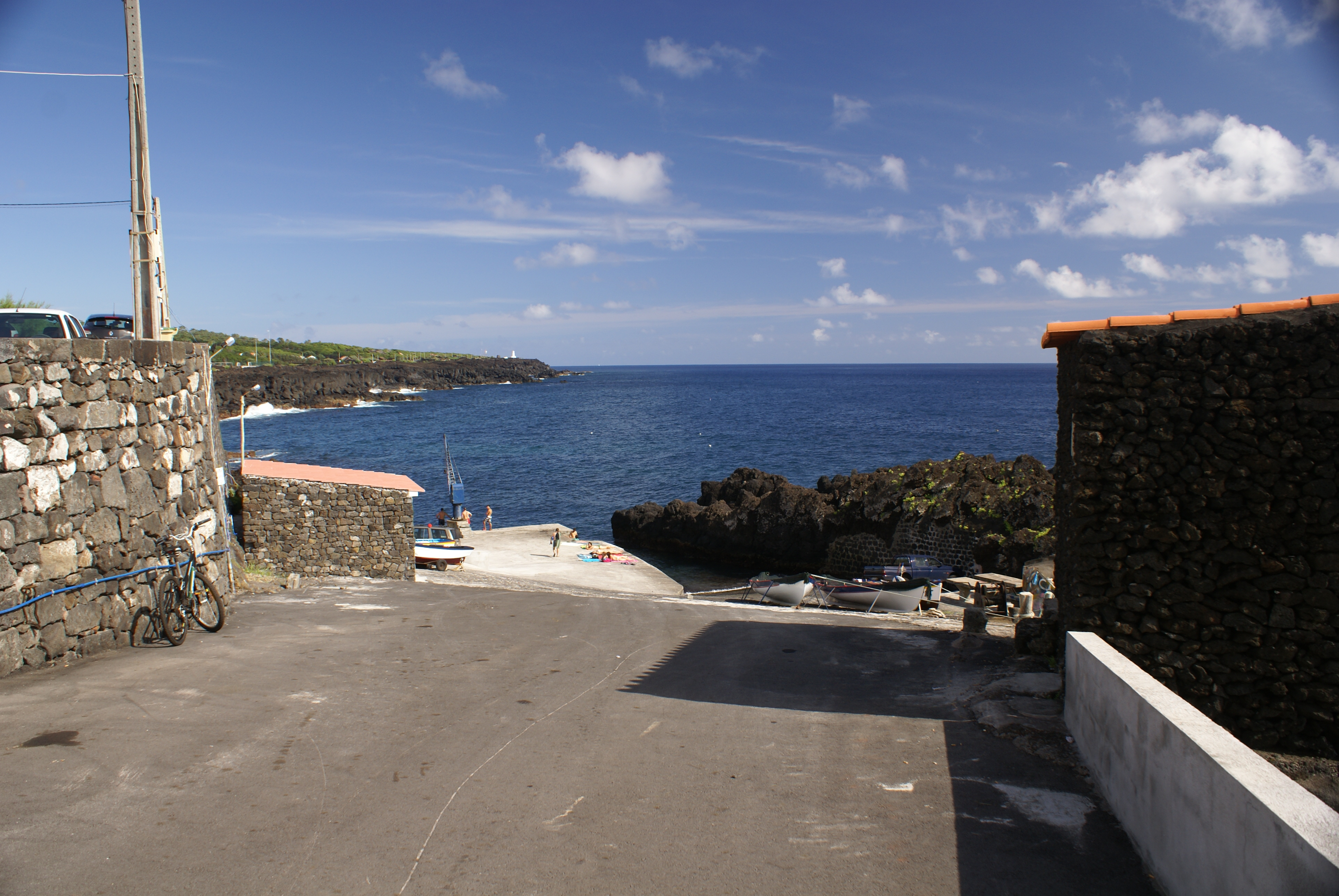
Porto de São Mateus, porto piscatório.

O Porto de São Mateus é uma instalação portuária portuguesa, localizada na freguesia de São Mateus, no concelho da Madalena do Pico, ilha do Pico, arquipélago dos Açores.
Esta instalação portuária é principalmente usada para fins piscatórios e de recreio.